# Себаст'єн ле Претр де Вобан
Себаст'єн ле Претр де Вобан (фр. Sébastien Le Prestre de Vauban (marquis de Vauban); 15 травня 1633, Сен-Леже-де-Фушер (нині Сен-Леже-Вобан), Французьке королівство — 30 березня 1707, Париж, Французьке королівство) — французький військовий інженер. Його вважали одним із найвизначніших військових інженерів своєї епохи; відзначався як мистецтвом будувати фортеці, так і підкорювати їх, розробив спосіб поетапного штурму фортець, метод стрільби рикошетом, модернізував багнет); маршал Франції (з 1703).
За його планами та під його керівництвом збудовано 33 та перебудовано понад 300 старих фортець; 12 із побудованих Вобаном фортець визнані пам'ятками Світової спадщини ЮНЕСКО.
Має також значний доробок в таких галузях, як статистика, податкова політика, перепис населення, сільське господарство, місто- та каналобудування.
Почесний член Французької академії наук (з 1699).

## Ранні роки
Народився 15 травня 1633 в містечку Сен-Леже-де-Фушер неподалік від міста Авалона. Його батько був дворянином тільки в четвертому поколінні, а мати походила з родини розбагатілих селян та торговців.
Про дитинство відомо небагато. Між 1643 та 1650 роками він відвідував коледж у Семюр-ен-Осуа, який утримували ченці-кармеліти. Тут Себаст'єн навчився читати, писати, рахувати та малювати. Остання навичка знадобилася йому у майбутньому для виконання інженерних креслень.
У 1648 р. у Франції спалахнув рух Фронди (протиурядові виступи, викликані економічною політикою, яку проводила Анна Австрійська та її перший міністр, кардинал Джуліо Мазаріні). Одним з керівників руху став принц Генріх III Бурбон-Конде. У війську принца, що з 1631 був правителем Бургундії, воювало багато родичів та сусідів Себаст'єна. У 1650 р., у віці 17 років, він сам був представлений Конде, своєму дядькові по материнській лінії та прийнятий до армії принца. Тут був приставлений до військового інженера, який почав навчати його тонкощам своєї професії, в тому числі проектуванню фортифікаційних споруд, методам їхнього захисту й атаки на них. У числі навичок, отриманих Себаст'єном, було уміння знаходити найвразливіші місця у стінах атакованих фортець для підкладання мін, щоб отримати пролом для проходу вояків всередину.

## Військовий інженер

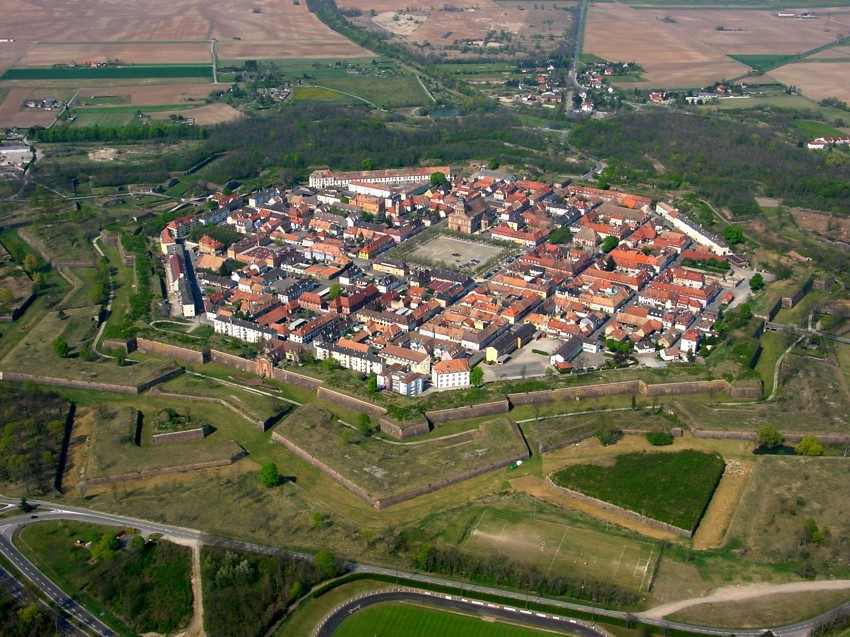
Фортифіковане Вобаном місто Неф-Бризак

Усе своє життя провів у облогах ворожих фортець та на будівництві французьких — він збудував 33 нові фортеці та вдосконалив близько 300 старих, брав участь у 53 облогах та в 104 бійках та великих боях. Свою військову кар'єру Вобан почав під керівництвом принца Конде, що був у в союзі з Іспанією і бився проти Франції. Потрапивши в полон у 1653 р., він перейшов до французької армії.
У 1670-х почав займатися будівництвом фортець, а в 1667 р. змусив до капітуляції декілька бельгійських фортець.
Був бойовим інженером та інженером-практиком, чудовим артилеристом й тактиком, командував армією та брав участь у політиці, йому приписують створення перших армійських підрозділів військових інженерів.

### Новатор у мистецтві облоги
У справі військово-інженерного мистецтва Вобан здійснив переворот у методах ведення атаки, ставши новатором у мистецтві облоги. Що стосується фортифікаційних форм, то тут Вобан, не зважаючи на те, що він запропонував 4 системи, показав не стільки оригінальність нових ідей, скільки практичний та вірний погляд на речі та вміння пристосовуватися до обставин та місцевості. Його вказівками та принципами, що лягли за основу облогових дій, користувались до Порт-Артура (1904) включно.
Вобан також упорядкував прийоми користування підземними мінами. За його наполяганням та під його керівництвом у 1686 р. в Турне були проведені досліди із вибухами мін, які лягли в основу теорії мінного мистецтва, пізніша розробка якої належить французькому інженерові Белідору (1698—1761) та французьким науковцям Гюмпертцю та Лебрену (1805).

### Керівник інженерних робіт
У 1677 призначений керівником усіх інженерних робіт Франції. За п'ять років він розробив систему укріплень кордонів та оточив королівство кільцем потужних фортець. Ця система отримала назву «залізний пояс» Вобана й до кінця XVIII століття зробила Францію невразливою для зовнішніх ворогів. Культивуючи виключно бастіонну систему й чітко усвідомлюючи її недоліки, Вобан, строго кажучи, не залишив будь-якої певної системи, але його послідовники, вивчаючи побудовані та вдосконалені ним фортеці, намагалися вивести загальні принципи розбудови та розміщення фортів. Таким чином їм вдалося вивести три способи укріплення або три системи Вобана. Перша з них відома як проста, а дві інші — як перша і друга посилені системи або ландауська та ней-бризакська системи, за назвами побудованих Вобаном фортець Ландау та Ней-Бризак (зараз має назву Неф-Бризак).

### Засновник теорії поетапної атаки

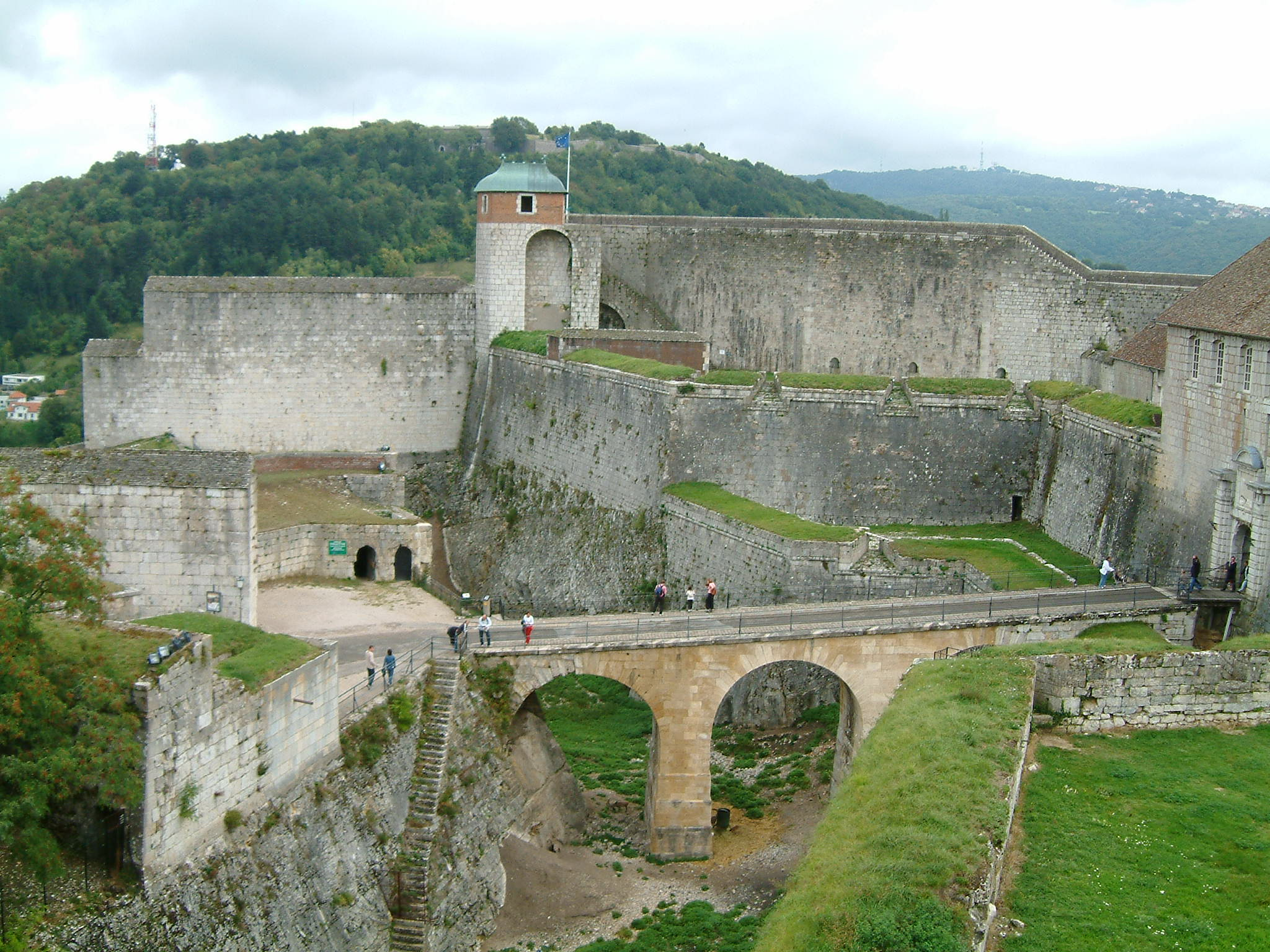
Укріплення, побудовані Вобаном у Безансоні

Вважався у Франції «батьком поетапної атаки», так само, як Ерар де Бар-ле-Дюк — «батьком фортифікації» взагалі. Головна ідея методу поетапної атаки Вобана була в тому, щоб просуватися вперед повільно, але вірно, з найменшими втратами, що яскраво ілюструвалось афоризмом: «Спалимо більше пороху, проллємо менше крові» (фр. Brûlons plus de poudre, versons moins de sang). Вобан спочатку знищував вогонь артилерії фортеці, а потім просував наперед піхоту, поступ якої був прикритий за допомогою довгих окопів або траншей, які він назвав «паралелями». Цей метод використовували аж до XX століття, вперше цей метод було застосовано у 1673 році під час облоги фортеці Маастріхт.
У 1679 створив перше саперне військо. Крилатий вислів «підкрастися тихою сапою» має найбезпосередніше відношення до маршала: так звана «тиха сапа» — це підземна траншея (фр. sape — мотика, підкоп), прорита до ворожих укріплень з метою їх підриву. Від сапи пішла й назва роду військ — саперні. Досліди маршала Вобана із мінними вибухами лягли у основу теорії мінного мистецтва, яку остаточно розробили французькі інженери та науковці вже у XVIII—XIX століттях.
Головний інженерний талант Вобана виявився у його вражаючому мистецтві використовувати особливості обставин та місцевості, внаслідок чого деякі недоліки його фортифікаційної системи, вказані теоретично, на місцевості зникали. Навряд чи знайдуться у Вобана суперники у мистецтві прилаштування фортифікаційних форм до обставин та місцевості, у цьому сенсі час цього відомого інженера, тобто другу половину 17 століття, можна назвати епохою Вобана. У 1699 р. Французька академія наук зробила його своїм членом, а вершиною воєнної кар'єри Себаст'єна Вобана стало призначення його у 1703 р. Людовіком XIV маршалом Франції.

## Письменник

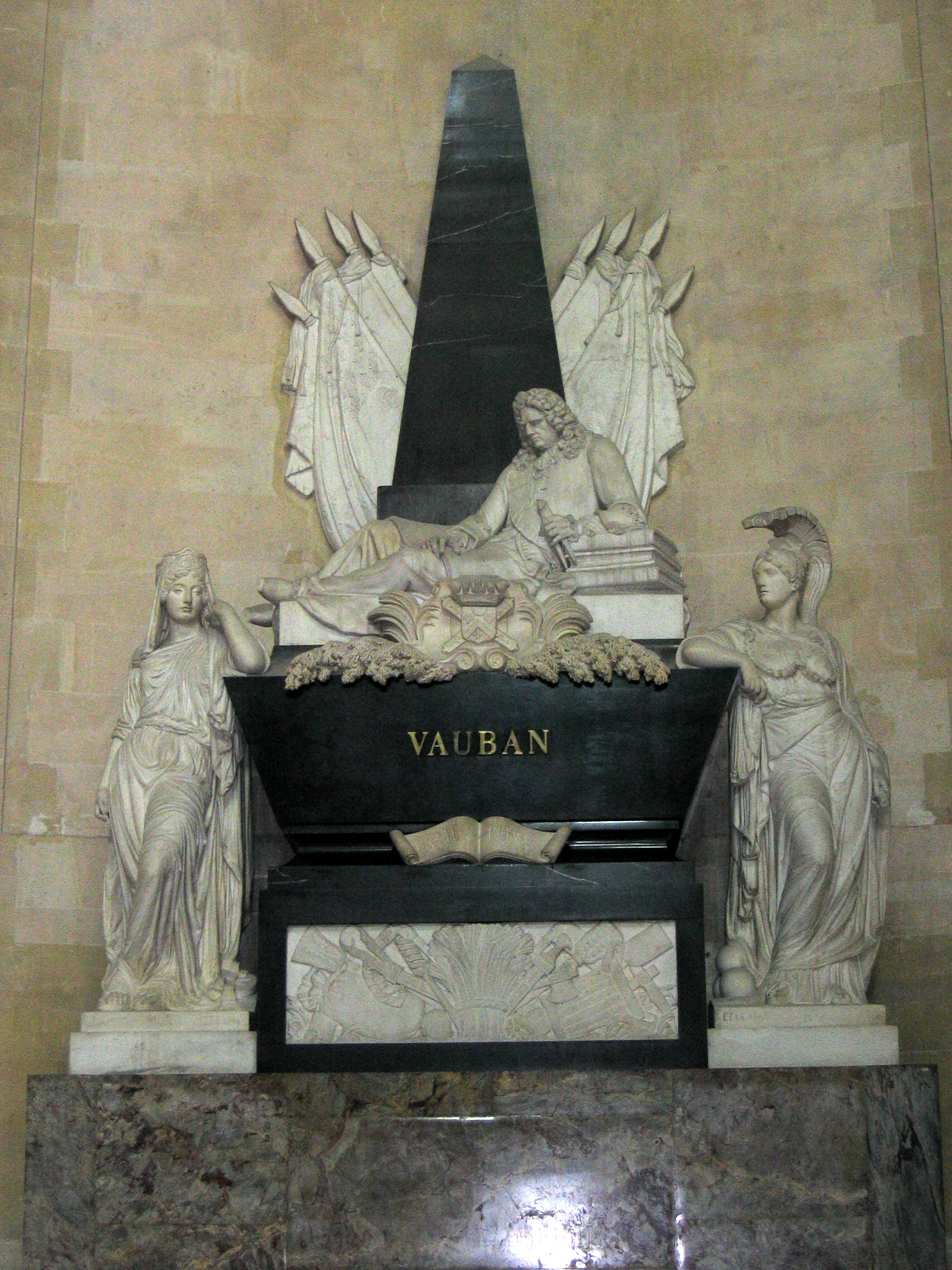
Надгробний пам'ятник Вобану в Домі Інвалідів у Парижі

Здійснивши та перевіривши свої ідеї на практиці, Вобан наприкінці життя виклав їх у своїх творах. Так, на початку 1704 року він написав «Трактат про облогу та штурм фортець», а в наступні два роки — «Нотатки» (більш 150 статей) з проєктами різноманітних споруд та корисних реформ. У червні 1706 закінчив «Трактат про оборону фортець».
Багато творів Вобана видали за тривалий час після його смерті:
- «Твори про військові споруди» («Oeuvres militaires») (1793);
- «Трактат про облогу та штурм фортець» (фр. «Traité de l'attaque des places») (1829);
- «Трактат про оборону фортець» (фр. «Traité de la défense») (1829);
- «Невидані мемуари» (фр. «Mémoires inédits») (1841);
- 12-томні «Нотатки пана Вобана» (фр. «Oisivetés de Vauban») (1843—1846);
- «Військові мемуари» (фр. «Mémoires militaires») (1847).

Праці Вобана були одними з перших книг з військово-інженерної справи, виданих у Росії російською: де Камбре «Істинний спосіб укріплення міст, виданий від славного інженера Вобана…», СПб., 1724; «Книга про атаку та оборону фортець», Переклад І. Ремізова, СПб., 1744.
Наприкінці життя накликав на себе невдоволення короля своєю книгою, що називалась «La dîme royale». Вона являла собою критику французької фінансової системи, яку маршал звинувачував у бідності народу, пропонуючи замінити всі податки, що тоді існували, одним — королівською десятиною та збирати податок з аристократії. Цей трактат, в якому він красномовно змалював тяжкий економічний стан Франції і вперше намітив необхідні реформи, став дуже відомим в історії публіцистики та політичної економії, а самого Вобана вважають попередником фізіократів. Як наслідок, Вобан був відсторонений від справ, а незабаром після цього помер, смерть була спричинена тривалою хворобою легенів.
Незважаючи на те, що трактат Вобана був заборонений, його декілька разів таємно перевидавали, він був перекладений на англійську мову та більшу частину 18 століття викликав гарячі політико-економічні дискусії.
Економічні погляди Вобана вивчав російський економіст Н. К. Бржеський, автор книги «Податная реформа. Французские теории 18 столетия» (СПб., 1888).

## Пам'ять

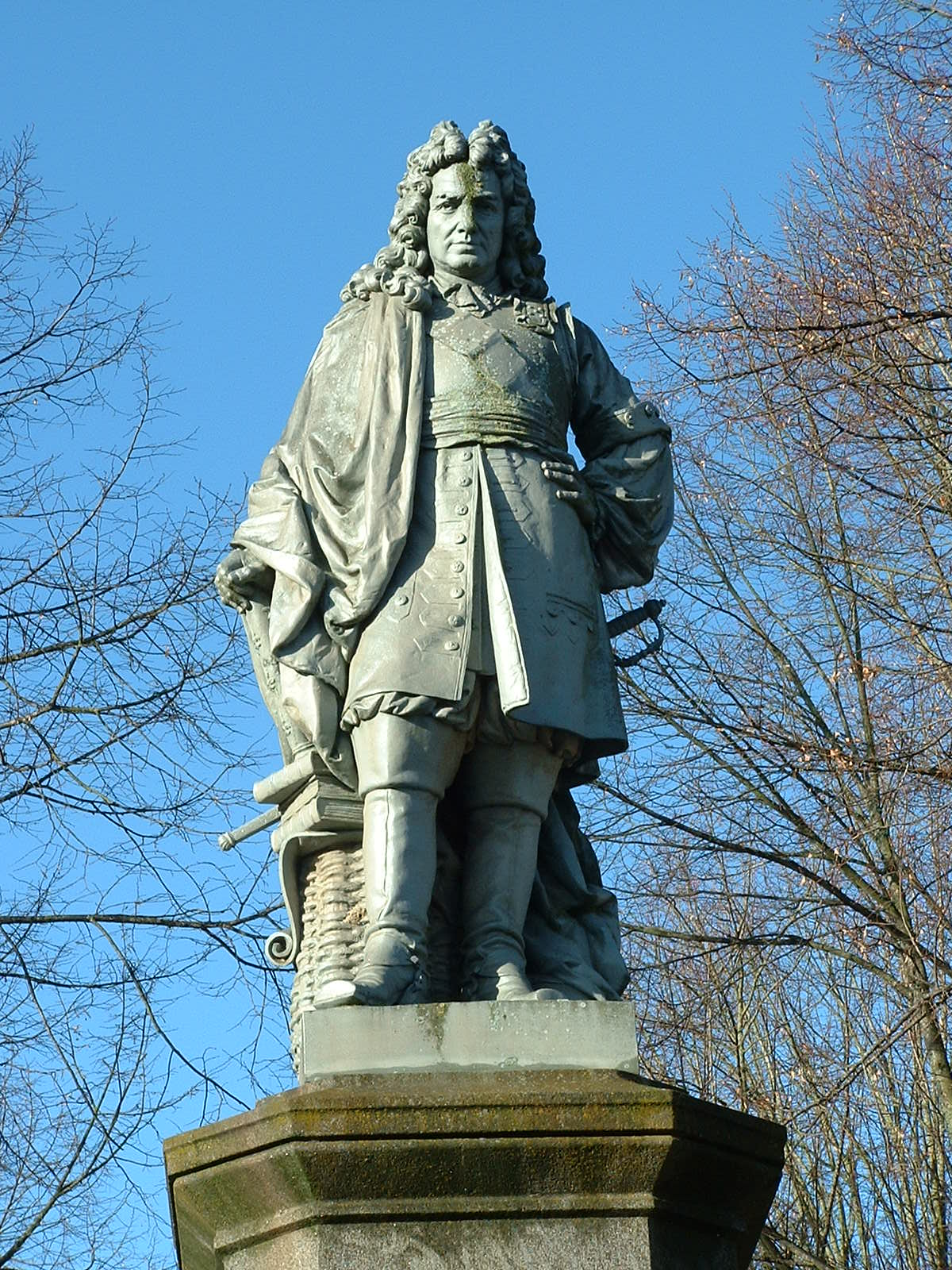
Пам'ятник Вобану в Авалоні

У 1867 наказом Наполеона III на честь Вобана його рідне містечко, що раніше мало назву Сен-Леже-де-Фушре (фр. Saint-Léger-de-Foucherets), було перейменоване на Сен-Леже-Вобан (фр. Saint-Léger-Vauban).
Вобану присвячено декілька музеїв:
- Музей Вобана (дім Вобана) на батьківщині маршала, в містечку Сен-Леже-Вобан[12];
- Музей Вобана в Неф-Бризаку.

Зведено декілька пам'ятників Вобану:
- У місті Авалоні, на площі, що носить ім'я Вобана, автор Фредерік Бартольді (1873 р.);
- Поруч із музеєм Вобана у Сен-Леже-Вобан, автор Анатоль Гійо (1905 р.);
- Статуя Вобана у сквері поруч із Домом Інвалідів у Парижі;
- У місті Безансоні, автор П'єр Дюк (2007 р.).

На честь Вобана названо астероїд 16447 Вобан.
Про Вобана у 2006 році у Франції був знятий документально-постановочний біографічний фільм «Вобан — мандрівник з волі короля» (фр. «Vauban. Le vagabond du roi»).

### Світова спадщина
2008 року 14 побудованих Вобаном фортифікаційних об'єктів та споруд, розташованих вздовж західних, північних та східних кордонів Франції, були визнані пам'ятками Світової спадщини ЮНЕСКО, але пізніше 2 фортеці були вилучені із остаточного списку.
Список об'єктів, що увійшли до Світової спадщини ЮНЕСКО:
- Аррас(Па-де-Кале): фортеця
- Безансон (Ду): фортеця, міські стіни та форт Ґріфон
- Blaye-Cussac-Fort-Médoc, Gironde: фортеця, міські стіни, форт Патн та форт Медок
- Briançon, Hautes-Alpes: міські стіни, редут des Salettes, форт des Trois-Têtes, форт du Randouillet, пункт зв'язку та міст Асфельд
- Camaret-sur-Mer, Finistère: Золота башта
- Longwy, Meurthe-et-Moselle: Нове місто
- Mont-Dauphin, Hautes-Alpes: фортеця
- Mont-Louis, Pyrénées-Orientales: фортеця та міські стіни
- Neuf-Brisach, Haut-Rhin: Нове місто, Breisach (Німеччина): шлюз на Рейні
- Сен-Мартен-де-Ре, Приморська Шаранта: міські стіни and фортеця
- Saint-Vaast-la-Hougue/Tatihou, Manche: сторожові вежі
- Villefranche-de-Conflent, Pyrénées-Orientales: міські стіни, форти Libéria та Cova Bastera

Два об'єкти, що були вилучені з остаточного списку:
- Bazoches, Nièvre: замок
- Belle-Île-en-Mer, Morbihan: фортеця та стіни, що оточують палац[17].